# Scopula isoceras
Scopula isoceras är en fjärilsart som beskrevs av Louis Beethoven Prout 1935. Scopula isoceras ingår i släktet Scopula och familjen mätare. Inga underarter finns listade.